# Сатурн (премія, 1992)
18-та церемонія вручення нагород премії «Сатурн» за заслуги в царині кінофантастики, зокрема в галузі наукової фантастики, фентезі та жахів за 1991 рік відбулася 13 березня 1992 року.

## Переможці та номінанти
Нижче наведено повний список номінантів і переможців. Переможці виділені жирним шрифтом.

### Кіно
| Найкращий науково-фантастичний фільм | Найкращий фентезійний фільм |
| --- | --- |
| - Термінатор 2: Судний день - Франкенштейн звільнений /Frankenstein Unbound - Молитва ролерів / Prayer of the Rollerboys - Хижак 2 - Ракетник / The Rocketeer - Пейзаж часу | - Едвард Руки-ножиці - Заради іншого життя / Defending Your Life - Король-рибалка - Якби погляди могли вбивати / If Looks Could Kill - Робін Гуд: Принц злодіїв - Чорнокнижник |
| Найкращий фільм жахів | Найкраща режисура |
| - Мовчання ягнят - Частини тіла - Діти ночі / Children of the Night - Дитяча гра 3 - Чарівна Доллі / Dolly Dearest - Мізері - Ніч живих мерців - У ліжку з ворогом | - Джеймс Кемерон —Термінатор 2: Судний день - Роджер Корман — Франкенштейн звільнений - Вільям Дір —Якби погляди могли вбивати - Джонатан Деммі — Мовчання ягнят - Террі Ґілліам — Король-рибалка - Ерік Ред — Частини тіла |
| Найкраща чоловіча роль | Найкраща жіноча роль |
| - Ентоні Гопкінс — Мовчання ягнят за роль Ганнібала Лектера - Джефф Бріджес — Король-рибалка за роль Джека Лукаса - Джеймс Каан — Мізері за роль Пола Шелдона - Кевін Костнер — Робін Гуд: Принц злодіїв за роль Робін Гуда - Арнольд Шварценеггер — Термінатор 2: Судний день за рольT-800 - Робін Вільямс — Король-рибалка за роль Перрі | - Лінда Гамільтон — Термінатор 2: Судний день за роль Сари Коннор - Кеті Бейтс — Мізері за роль Енні Вілкс - Джоді Фостер — Мовчання ягнят за роль Клариси Старлінг - Джулія Робертс — У ліжку з ворогом за роль Лори Берні / Сари Вотерс - Вайнона Райдер — Едвард Руки-ножиці за роль Кім - Меріл Стріп — Заради іншого життя за роль Джулії |
| Найкраща чоловіча роль другого плану | Найкраща жіноча роль другого плану |
| - Вільям Седлер — Нові пригоди Білла і Теда за роль Смерті - Алан Аркін — Едвард Руки-ножиці за роль Білла - Патрік Бергін — У ліжку з ворогом за роль Мартіна Берні - Вейн Ньютон — Назад у темряву за роль Джекі Хрома - Роберт Патрік — Термінатор 2: Судний день за роль T-1000 - Алан Рікман — Робін Гуд: Принц злодіїв за роль шерифа Ноттінгему | - Мерседес Рюль — Король-рибалка за роль Енн Наполітано - Робін Бартлетт — Якби погляди могли вбивати за роль Патриції Гробер - Дженніфер Коннеллі — Ракетник за роль Дженні Блейк - Мері Елізабет Мастрантоніо — Робін Гуд: Принц злодіїв за роль служниці Маріан - Френсіс Стернхаген — Мізері за роль Вірджинії - Даян Віст — Едвард Руки-ножиці за роль Пег |
| Найкраща роль молодого актора чи акторки | Найкращий сценарій |
| - Едвард Фурлонг – Термінатор 2: Судний день за роль Джона Коннора - Джонатан Брендіс — Нескінченна історія 2: Нова глава за роль Бастіана Бакса - Кріс Деметрал — Чарівна Доллі за роль Джиммі Вейда - Корі Гейм — Молитва ролерів за роль Гріфіна - Кендіс Гатсон — Чарівна ДолліЧарівна Доллі за роль Джессікі Вейд - Джошуа Джон Міллер — А ви думали, що ваші батьки були дивними за роль Джоша Карсона - Джастін Вейлін — Дитяча гра 3 за роль Енді Барклай | - Тед Теллі – Мовчання ягнят - Альберт Брукс — Заради іншого життя - Джеймс Кемерон та Вільям Вішер-молодший — Термінатор 2: Судний день - Чарльз Гейл — Guilty as Charged - Вільям Голдман — Мізері - Річард Лагравенезе — Король-рибалка |
| Найкраща музика | Найкращі костюми |
| - Лоек Діккер — Частини тіла - Стів Бартек — Винний за вказівкою - Денні Ельфман — Едвард Руки-ножиці - Джеррі Голдсміт — У ліжку з ворогом - Джеррі Голдсміт — Чорнокнижник - Говард Шор — Мовчання ягнят | - Мерилін Венс – Ракетник - Коллін Етвуд — Едвард Руки-ножиці - Коллін Етвуд — Мовчання ягнят - Джон Блумфілд — Робін Гуд: Принц злодіїв - Беатрікс Аруна Пастор– Король-рибалка - Франка Цуккеллі– Франкенштейн звільнений |
| Найкращий грим | Найкращі спецефекти |
| - Карл Фуллертон і Ніл Марц – Мовчання ягнят - Девід Б. Міллер — Nothing but Trouble - Гордон Дж. Сміт — Частини тіла - Джон Вуліч та Еверетт Баррелл — Ніч живих мерців - Стен Вінстон і Скотт Х. Еддо — Хижак 2 - Стен Вінстон і Джефф Доун — Термінатор 2: Судний день | - Стен Вінстон (Industrial Light &amp; Magic (ILM), Fantasy II Film Effects, 4Ward Productions) – Термінатор 2: Судний день - (Dream Quest Images, Perpetual Motion Pictures) — Чорнокнижник - Сід Даттон, Білл Тейлор і Джин Воррен мл. (Illusion Arts Inc.) — Франкенштейн звільнений - Кеннет Ралстон (Industrial Light &amp; Magic) — Ракетник - Стен Вінстон і Джоел Хайнек (R/Greenberg Associates Inc.) — Хижак 2 - Річард Юрічіч і Кевін Ягер (Video Image) — Нові пригоди Білла і Теда |

### Телебачення
| Найкращий телесеріал |
| --- |
| - Темні тіні (NBC) - Смертоносне заклинання (HBO) - Психо 4: На початку (Showtime) - Квантовий стрибок (NBC) - Зоряний шлях: Наступне покоління (Синдикат) - Історії зі склепу (HBO) |

### Відео
| Найкращий жанр відеовидання                                                                                    |
| --- |
| - Soultkaker - Схованка в будинку - Бліда кров - Колодязь і маятник - Сканери II: Новий порядок - Ненароджений |

### Особливі нагороди
Нагорода імені Джорджа Пала
- Джин Родденберрі

Нагорода за досягнення в кар'єрі
- Арнольд Шварцнеггер

Президентська нагорода
- Роберт Шей

Спеціальна нагорода
- Рей Харріхаузен